# Лунц, Лев Натанович
Лев Ната́нович Лунц (19 апреля (2 мая) 1901, Санкт-Петербург — 10 мая 1924, Гамбург) — прозаик, драматург и публицист из группы «Серапионовы братья».

## Биография
Родился в еврейской семье. Отец — Натан Яковлевич Лунц (1871—1934) — выпускник Дерптского университета, провизор, торговец оптическими приборами. Мать — Анна Ефимовна Рабинович, концертная пианистка.
Писать начал с восемнадцати лет. По окончании в 1918 году с золотой медалью Петроградской 1-й мужской гимназии Лунц поступил на историко-филологический факультет Петроградского университета, после преобразования которого окончил в 1922 году историческое отделение факультета общественных наук. Был оставлен при кафедре западноевропейских литератур для научной работы, знал испанский, итальянский, английский, французский, старофранцузский, древнееврейский языки.
В 1923 году проявились первые признаки болезни сердца, которая заставила Лунца всю зиму пролежать в постели. Добившись научной командировки в Испанию, уехал лечиться в Германию, где проживали его эмигрировавшие ранее родители. Через год умер от болезни мозга.
Некрологи на смерть Льва Лунца написали Нина Берберова, Юрий Тынянов, Максим Горький, Константин Федин, Михаил Слонимский.

## Творчество
Писал с восемнадцати лет. Вёл литературную деятельность пять лет. За это время он написал рассказы «В пустыне», «Родина», «Исходящая № 37», «Рассказ о скопце», «Хождение по мукам», «Через границу», фельетоны «В вагоне», «Верная жена», «Патриот», пьесы «Вне закона», «Бертран де Борн», «Обезьяны идут», «Город правды», киносценарий «Восстание вещей» и несколько теоретических статей. Валентин Катаев в книге «Алмазный мой венец» упоминает также «уморительно смешную повесть молодого, рано умершего советского писателя-петроградца Льва Лунца, написавшего о том, как некое буржуазное семейство бежит от советской власти за границу, спрятав свои бриллианты в платяную щётку». Речь, очевидно, шла о рассказе «Через границу», сюжет которого заметно перекликается с сюжетом «12 стульев».
По мнению Евгения Шварца,
Рассказы его были суховаты, программно — сюжетны. Но в пьесах был настоящий жар, и сделаны они были из драгоценного материала. Это был прирожденный драматург милостью божией.
Перед отъездом за границу Лунц оставил часть рукописей Андрею Андреевичу Кази — они были конфискованы при аресте Кази в 1937 году и пропали. Ещё часть рукописей была задержана таможней при отъезде и тоже пропала.
Проза и драматургия Льва Лунца публиковалась при его жизни в СССР и в Европе. Его пьесы также шли в театрах как на родине, так и за рубежом.
Однако впоследствии произведения Лунца в СССР не печатались даже в самые сравнительно либеральные времена, несмотря на то, что такую публикацию мечтали осуществить превратившиеся в литературных генералов бывшие «Серапионовы братья».
Причина неприятия Лунца советской культурой обнаруживается в его статье «Почему мы Серапионовы братья», которая по стечению обстоятельств стала восприниматься как манифест Серапионов. Именно эту статью цитировал в 1946 А. А. Жданов, доказывая антисоветскость М. М. Зощенко и «Серапионовых братьев» вообще. Основная мысль статьи могла использоваться как пример аполитичности и антисоветчины:
С кем же мы, Серапионовы Братья? Мы с пустынником Серапионом.
Раздражение властей вызвала трагедия «Вне закона». Так, Майзель указывает на то, что «как бы ни были туманны и остранены общественные контуры и характеристики в „Вне закона“, социальное звучание трагедии остается глубоко реакционным».

## Отзывы
Без него [Лунца] не обходилось ни одно сборище, он, конечно, был душой «Серапионов».

Юноша-фавн запомнился как перепроизводство энергии.
Он был человек огромного темперамента и мгновенных реакций. <…> Это был ум деятельный, не терпящий вялости и покоя.
В 1930-е годы творчество Лунца оказалось забыто и вычеркнуто из истории русской советской литературы. 11-томная Литературная энциклопедия в 1932 году поместила статью о Лунце, где он назван «воинствующим буржуазным индивидуалистом» и «типичным выразителем идей либеральной буржуазной интеллигенции предоктябрьской формации».
Монографии, посвященные Лунцу, вышли в Сербии и Польше.